# Wildon
Wildon är en köpingskommun i det österrikiska förbundslandet Steiermark i södra Österrike cirka 30 km från den slovenska gränsen. Orten ligger invid motorvägen E57/E59 nära Leibnitz. 
Kommunen har 5 749 invånare (2024). Den består av nio orter (Ortschaften) (inom parentes invånarantal 1 januari 2024):

- Afram (149)
- Aug (138)
- Kainach bei Wildon (265)
- Lichendorf (117)
- Neudorf ob Wildon (292)
- Stocking (456)
- Sukdull (409)
- Weitendorf (1 283)
- Wildon (2 640)

Kommunen utvidgades 1 januari 2015 då kommunen Weitendorf och större delen av kommunen Stocking införlivades i Wildon.